# Myrcia dermatophylla
Myrcia dermatophylla är en myrtenväxtart som beskrevs av Hjalmar Frederik Christian Kiaerskov. Myrcia dermatophylla ingår i släktet Myrcia och familjen myrtenväxter. Inga underarter finns listade i Catalogue of Life.